# 科 (生物)
科（英文: family）是生物分类法中的一级，位于目和属之间，現時生物界約有800个科。真菌、藻类、植物界的拉丁文分类名称的字尾通常是-aceae，动物界则常为-idae。科下也分亚科，而在其上亦有總科（亦稱超科）。
亚科是生物分类法的一级，在科和属之间，有时亚科和屬之間也分族，亞科的拉丁文分類名稱的字尾通常是-oideae或-inae。